# Copa del Generalísimo de baloncesto 1973
La Copa del Generalísimo de baloncesto 1973 fue la número 38.º, donde su final se disputó en el Pabellón Polideportivo La Salle de Paterna el 31 de mayo de 1973.

## Primera eliminatoria
Los partidos de ida se jugaron el 28 y 29 de marzo y los de vuelta el 5 y 6 de abril.
| Equipo 1            | Agr.    | Equipo 2                     | Ida    | Vuelta |
| ------------------- | ------- | ---------------------------- | ------ | ------ |
| Marcol Lanas Aragón | 111–174 | Estudiantes Aguas Monteverde | 66–74  | 45–100 |
| Standard BC         | 121–160 | RC Náutico                   | 62–72  | 59–88  |
| RC Celta            | 97–230  | Real Madrid CF               | 48–111 | 43–119 |

## Octavos de final
Los partidos de ida se jugaron el 12 de abril y los de vuelta el 24, 25, 26 y 27 de abril.
| Equipo 1                  | Agr.    | Equipo 2                     | Ida    | Vuelta |
| ------------------------- | ------- | ---------------------------- | ------ | ------ |
| CP San José Irpen Rovilux | 148–166 | RC Náutico                   | 72–74  | 76–92  |
| CB Breogán Fontecelta     | 145–155 | Estudiantes Aguas Monteverde | 85–73  | 60–82  |
| CD Vasconia               | 133–125 | CD Mataró                    | 75–54  | 58–71  |
| Club Águilas              | 153–138 | CB Manresa                   | 87–59  | 66–79  |
| CD Manresa La Casera      | 149–178 | Juventud Schweppes           | 74–69  | 75–109 |
| Club Vallehermoso OJE     | 149–149 | UDR Pineda                   | 95–74  | 54–75  |
| CF Barcelona              | 168–138 | Picadero Damm JC             | 96–75  | 72–63  |
| Real Madrid CF            | 182–147 | SD Kas                       | 100–72 | 82–75  |

## Cuartos de final
Los partidos de ida se jugaron el 3 y 4 de mayo y los de vuelta el 6, 9 y 10 de mayo.
| Equipo 1     | Agr.    | Equipo 2                     | Ida   | Vuelta |
| ------------ | ------- | ---------------------------- | ----- | ------ |
| RC Náutico   | 122–153 | Estudiantes Aguas Monteverde | 74–75 | 48–78  |
| CD Vasconia  | 150–149 | Club Águilas                 | 96–68 | 54–81  |
| UDR Pineda   | 105–173 | Juventud Schweppes           | 44–79 | 61–94  |
| CF Barcelona | 162–181 | Real Madrid CF               | 85–79 | 77–102 |

## Semifinales
Los partidos de ida se jugaron el 17 de mayo y los de vuelta el 24 de mayo.
| Equipo 1                     | Agr.    | Equipo 2       | Ida   | Vuelta |
| ---------------------------- | ------- | -------------- | ----- | ------ |
| Estudiantes Aguas Monteverde | 146–122 | CD Vasconia    | 81–48 | 65–74  |
| Juventud Schweppes           | 162–163 | Real Madrid CF | 70–53 | 92–110 |

## Final
En este partido, el Real Madrid CF estableció dos nuevos récords en el torneo de Copa: máxima diferencia de puntos en una final (+39) y un increíble 100% de efectividad en tiros libres (22/22).
| 31 de mayo de 1973, 19:30 | Estudiantes Aguas Monteverde       | 87–126                             | Real Madrid CF                     | |  |
| 19:30 GTM+1               | Marcador por tiempos: 48–54, 39–72 | Marcador por tiempos: 48–54, 39–72 | Marcador por tiempos: 48–54, 39–72 | |  |
|                           | Estadísticas Gonzalo Sagi-Vela 31  | Pts                                | Estadísticas Clifford Luyk 32      | Pabellón: Pabellón Polideportivo La Salle, Paterna Asistencia: 1.000 espectadores Árbitros: Alejandro Barbero Ángel Sancha |  |

| Campeón de la Copa del Generalísimo 1973 |
| ---------------------------------------- |
| Real Madrid 15.º título                  |